# El Colegio de México
El Colegio de México, A. C. (COLMEX), es una universidad pública mexicana dedicada a la investigación, la educación superior y la divulgación en las áreas de ciencias sociales y humanidades.
Su fundó el 8 de octubre de 1940, y tuvo como antecedente inmediato la Casa de España en México (1938-1940), creada a partir de las circunstancias del exilio republicano español en México. En 1998, se convirtió en una institución autónoma. En el 2001, se le concedió el Premio Príncipe de Asturias de Ciencias Sociales.
La institución está compuesta por siete centros de estudios, que en total importen tres licenciaturas, siete maestrías y ocho doctorados. El proceso de admisión es riguroso, y debido a ello la tasa de admisión a sus programas es, en promedio, del 14% (en 2018). Además, posee una de las bibliotecas especializadas en ciencias sociales (incluida una extensa colección de literatura) más importantes de América Latina (más de 665 mil volúmenes).[cita requerida]

## Historia

### La Casa de España en México
Para conocer los orígenes del Colegio de México, es necesario referirse a la Casa de España en México (1938-1940). Germen del Colegio de México, refugio de intelectuales españoles republicanos, origen y logro de grandes obras académicas, renovadora de la cultura mexicana, la Casa de España en México ocupa, por derecho propio, un lugar eminente en el desarrollo científico de México. El gobierno español reconoció, en su visita a esta institución en 2019, con motivo del octagésimo aniversario del primer desembarco de refugiados españoles en México, la contribución del exilio republicano en la institución y en el país. En marzo de 1939, el entonces presidente de la República, Lázaro Cárdenas del Río, nombró a Alfonso Reyes Ochoa presidente de la Casa de España y de su patronato. Este último quedó definitivamente formado por Eduardo Villaseñor Ángeles, subsecretario de Hacienda, en representación del gobierno; Gustavo Baz Prada, rector de la Universidad Nacional Autónoma de México; Enrique Arreguín, en nombre de la Secretaría de Educación Pública, y Daniel Cosío Villegas, como secretario del patronato y de La Casa, y segundo a bordo. En su antiguo edificio, de la calle de Guanajuato, tenía labrado un lema elegido por Silvio Zavala: "Libenter impartio mea, non gravatim accipio meliora" (Utopía, Tomás Moro); que traducido al castellano se lee como: "Ofrezco con gusto lo que me pertenece, pero no me pesa aceptar mejores sugerencias".

### Fundadores
Los fundadores pusieron los cimientos sobre los cuales, a partir de octubre de 1940, se edificó El Colegio de México. Correspondió a Daniel Cosío Villegas la idea de la Casa de España, que contó con el respaldo del presidente Lázaro Cárdenas quien avaló la idea de la venida de intelectuales españoles a finales de 1936. El proceso para la constitución de La Casa de España en México se consolidó en julio de 1938, fecha en que se emitió el decreto de su creación. El primer español en llegar a México fue el filósofo José Gaos, al que siguieron el poeta y crítico literario Enrique Díez-Canedo, el crítico de arte Juan de la Encina, el psiquiatra Gonzalo R. Lafora, el folklorista Jesús Bal y Gay, el oncólogo Isaac Costero, el musicólogo Adolfo Salazar, la filósofa María Zambrano  y el bibliógrafo y latinista Agustín Millares Carlo. Además de ellos, se integraron a La Casa el poeta León Felipe, el historiador del arte José Moreno Villa y el jurista Luis Recaséns Siches, quienes ya se encontraban en el país por diversas razones.
El proceso de transformación llevó cerca de un año, entre septiembre y octubre de 1940 quedó constituido El Colegio de México. En un principio, El Colegio optó por ofrecer únicamente posgrados y sus académicos se dedicaron en mayor medida a la investigación. Se tomó la decisión de privilegiar, específicamente, la enseñanza e investigación en humanidades y ciencias sociales, lo que implicó que se separaran de la institución físicos, químicos, biólogos y médicos, que se integraron a la Universidad Nacional, el Instituto Politécnico Nacional o en instituciones hospitalarias. También se retiraron los músicos, pintores y creadores literarios, correspondió a León Felipe ser el primero en dejar La Casa.

#### Alfonso Reyes
El primer presidente Alfonso Reyes, durante casi veinte años y hasta su muerte, el 27 de diciembre de 1959, presidió de manera ininterrumpida e incansable esta gran obra cultural y académica; Reyes le dedicó el tiempo y la pasión que le hurtaba a la creación literaria; en palabras de Clara E. Lida: "dos amores vividos con una misma devoción".

#### Daniel Cosío Villegas
También fue decisivo el apoyo inteligente y enérgico de Daniel Cosío Villegas, secretario de El Colegio durante sus primeros años. Aunque desde 1948 su presencia en la institución fue intermitente, pues compartió su enorme vitalidad y energía con varias otras actividades culturales y políticas, su influencia en El Colegio de México se intensificó durante un lustro, primero como director (1958-1959) y luego, a la muerte de Reyes, desde enero de 1960 hasta enero de 1963, como segundo presidente.

#### Silvio Zavala
Silvio Zavala, tercer presidente del Colegio (1963-1966), durante muchos años fue miembro de aquel primer Colegio y, por derecho propio, debe ser considerado un fundador, pues en 1941 creó el Centro de Estudios Históricos, el más antiguo de la institución. Durante sus breves años como presidente, dio continuidad a los planes trazados por Cosío Villegas para crear otros centros y ampliar la planta física.
En la reunión de la Junta de Gobierno del 16 de enero de 1961, Daniel Cosío Villegas pidió la modificación del Acta Constitutiva de El Colegio para incorporar la fracción f al artículo 1° y agregar a sus objetivos el impartir enseñanzas a nivel universitario, post-profesional o especiales, en las ramas de conocimientos humanísticos y de las ciencias sociales y políticas, y se crearon así los órganos apropiados para la realización de estos fines y se otorgaron los diplomas, títulos y grados correspondientes, de acuerdo con los planes y programas de estudios de la institución aprobados.

#### Víctor L. Urquidi
Víctor L. Urquidi presidió El Colegio de México desde 1966 hasta 1985. También él conoció el primer Colegio, en cuyo Centro de Estudios Sociales participó entre 1943 y 1946 como profesor. Más tarde, alentado por Cosío Villegas, fue responsable directo de la creación en 1964 del Centro de Estudios Económicos y Demográficos. Durante sus años como presidente, fomentó el desarrollo de otros centros: el de Estudios Sociológicos, el de Economía, desvinculado ya de la demografía, y la creación de un nuevo Centro de Estudios Demográficos y de Desarrollo Urbano; también impulsó programas de investigación dedicados a temas vinculados con la realidad nacional. Al mismo tiempo, aunque sus intereses personales eran los estudios económicos y de población, jamás dio la espalda a otra disciplinas humanísticas y sociales, y continuó apoyando con energía a los otros centros ya establecidos.

#### Nuevo domicilio: el Ajusco
En 1976, El Colegio cambió de casa al edificio en el Camino al Ajusco, donde reside desde entonces. Desde esa fecha se ha venido incrementando su planta docente y administrativa de manera gradual, así como el número de investigadores y de becarios. Asimismo, se ha continuado con su prestigiado programa de publicaciones. En 1978, se aprobó un reglamento general que guio las actividades de la institución durante más de veinte años. En diciembre de 2002, se aprobó el Estatuto Orgánico, que se puede consultar en la página web de la institución.

#### Mario Ojeda Gómez
Se nombró a Mario Ojeda Gómez presidente el 20 de septiembre de 1985, y ejerció el cargo hasta 1995. Miembro fundador del Centro de Estudios Internacionales, supervisó el funcionamiento de El Colegio de México y de sus diversos centros con equilibrio y amabilidad. Le tocó una época difícil en términos de la economía y la política nacionales. Durante su gestión se hicieron importantes mejoras a la institución, incluida la construcción del quinto nivel de oficinas, salones y seminario.

#### Andrés Lira González
En 1995, recibió Andrés Lira González el nombramiento como presidente, y ocupó ese cargo hasta septiembre de 2005. Durante su gestión, en 1998, se obtuvo la autonomía institucional; se puso en marcha el Consejo Académico —desde 2003— y se lograron importantes mejoras a la infraestructura del edificio, de la biblioteca y de los servicios generales. Asimismo, se inauguraron nuevos programas académicos.

#### Javier Garciadiego Dantán
Javier Garciadiego Dantán, historiador, fue nombrado presidente el 20 de septiembre de 2005, y su periodo terminó el 19 de septiembre de 2015.

### Lista de presidentes
| Presidente (a)          | Periodo    | Centro de procedencia                        |
| ----------------------- | ---------- | -------------------------------------------- |
| Alfonso Reyes Ochoa     | 1940-1958  | Estudios Filológicos                         |
| Daniel Cosío Villegas   | 1958-1963  | Estudios Históricos                          |
| Silvio Zavala           | 1963-1966  | Estudios Históricos                          |
| Víctor L. Urquidi       | 1966-1985  | Estudios Económicos y Demográficos           |
| Mario Ojeda Gómez       | 1985-1994  | Estudios Internacionales                     |
| Andrés Lira González    | 1994-2005  | Estudios Históricos                          |
| Javier Garciadiego      | 2005-2015  | Estudios Históricos                          |
| Silvia Giorguli Saucedo | Desde 2015 | Estudios Demográficos, Urbanos y Ambientales |

## Centros de investigación y docencia

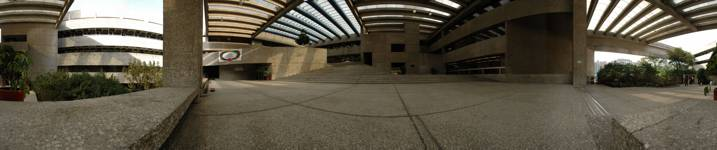
Explanada del Colegio de México

#### Centro de Estudios Históricos (CEH)
Se especializa en la historia de México y de América Latina. Fue el primer centro de estudios del colegio, fundado en 1941 por Silvio Zavala, su primer director entre 1941 y 1950. Cuenta con el programa educativo de Doctorado en Historia e imparte el «curso de verano Escuela de verano en historia conceptual» y el «seminario permanente de historia social». Tiene a su cargo la revista especializada trimestral Historia Mexicana publicada desde 1951 sobre los temas ya mencionados y además publica la colección de libros «Historias mínimas» sobre diversos temas de historia de México y mundial. Su actual director es Pablo Yankelevich.

#### Centro de Estudios Lingüísticos y Literarios (CELL)
Se especializa en literatura hispánica y lingüística del español y de las lenguas indígenas de México. La idea de fundar un centro dedicado a literatura y filología estuvo presente desde la fundación del colegio: en 1941 con la creación de la Nueva Revista de Filología Hispánica se fundó al año siguiente el Centro de Estudios Filológicos por Alfonso Reyes Ochoa y Raimundo Lida y en 1963 con la creación del Doctorado en Lingüística y Literatura Hispánicas, que más tarde se dividiría, adquirió su nombre actual. Cuenta con tres programas educativos: la Maestría en Traducción —orientada principalmente al inglés y francés—, el Doctorado en Lingüística y Doctorado en Literatura Hispánica; e imparte el «seminario de Lingüística y Educación». Edita la ya mencionada Nueva Revista de Filología Hispánica y ha publicado importantes obras en la materia como el Atlas lingüístico de México, el Cancionero folklórico de México y el Diccionario del español de México y desarrolla la base de datos bibliográfica Lingmex. Su actual director es Alfonso Medina Urrea.

#### Centro de Estudios Internacionales (CEI)
Se especializa en teoría política, relaciones internacionales, administración pública y política comparada sobre México, América Latina, América anglosajona, Europa y Asia occidental. Se fundó en 1960 por Daniel Cosío Villegas con el objetivo de formar a diplomáticos mexicanos capaces de enfrentarse al escenario político de su tiempo. Imparte cuatro programas educativos: las Licenciatura en Relaciones Internacionales y Licenciatura en Política y la Maestría en Ciencia Política y el Doctorado en Ciencia Política; y dirige el «Programa México-Estados Unidos-Canadá» (PROMEC). Publica la revista especializada trimestral Foro Internacional publicada desde 1960 y su obra publicada más importante ha sido  México y el mundo: Historia de sus relaciones exteriores en ocho tomos entre 1990 y 1991. Su actual directora es Fernanda Somuano.
.

#### Centro de Estudios de Asia y África (CEAA)
Se especializa en el estudio de la sociedad, cultura, historia, política interna y relaciones internacionales, literatura, idiomas, filosofía y religiones de los países de Asia y África. Su antecedente es la Sección de Estudios Orientales en 1960 pero no sería sino hasta 1964 cuando se fundó el Centro de Estudios Orientales con el objetivo de entablar lazos de Asia y África con América Latina con apoyo de la UNESCO como parte del «Proyecto Mayor Oriente-Occidente». A la fecha es la única institución sobre estudios de Asia en México y uno de los pocos de su tipo en América Latina. Se divide en seis áreas de especialización: África —África subsahariana—, Medio Oriente —incluye Asia occidental y África del norte—, Sur de Asia, China, Japón y Sureste Asiático. Su único programa educativo es la Maestría en Estudios de Asia y África y por su carácter interdisciplinario sus estudiantes provienen de otras carreras como historia, ciencia política, literatura, filosofía, antropología, sociología, entre otros. Tiene a su cargo la revista cuatrimestral Estudios de Asia y África y la anual Anuario Asia Pacífico sobre la región Asia-Pacífico publicadas desde 1966 y 1993, respectivamente. En el centro se imparten cursos de idiomas de árabe, chino mandarín, hindi, indonesio, japonés, sánscrito y suajili. Su actual director es José Antonio Cervera Jiménez.

#### Centro de Estudios Económicos (CEE)
Se especializa en ciencia económica teórica y aplicada. Se fundó en 1964 como el Centro de Estudios Económicos y Demográficos por iniciativa de Víctor L. Urquidi con el objetivo de fortalecer la enseñanza e investigación sobre economía y población en México y América Latina y fue la primera institución en el país con un posgrado en Economía; en 1981 debido a su alta demanda se aprobó su división en dos y adquirió su nombre actual. Cuenta con los programas educativos de Licenciatura —creada por el 50.º aniversario del centro—, Maestría y Doctorado en Economía. El centro otorga el premio Víctor L. Urquidi. Publica la revista especializada semestral Estudios Económicos desde 1986. Su actual director es Raymundo M. Campos Vázquez.

#### Centro de Estudios Sociológicos (CES)
Se especializa en teoría sociológica, movimientos sociales y organizaciones civiles, sociología económica y del trabajo, de la familia, del género, política, de la educación, de la religión y de la cultura. Se fundó en 1973 durante la presidencia del colegio de Víctor L. Urquidi (1966-1985) a iniciativa de él y de Rodolfo Stavenhagen, primer director del centro entre 1973 y 1976, quien ya había sido invitado por Urquidi desde 1967 para los trabajos necesarios para la fundación del centro con el objetivo de ampliar el conocimiento en las ciencias sociales para la reflexión y estudio de las problemáticas sociales de México y América Latina, además de la poca oferta de posgrados en sociología en la época de su fundación. Cuenta con los programas educativos de Maestría y Doctorado en Ciencia Social con especialidad en Sociología e imparte el seminario «Siete tesis equivocadas sobre América Latina». Edita la revista cuatrimestral Estudios sociológicos desde 1983. Su actual director es Gustavo A. Urbina .

#### Centro de Estudios Demográficos, Urbanos y Ambientales (CEDUA)
Se fundó en 1964, con el nombre Centro de Estudios Económicos y Demográficos (CEED). Ante el considerable incremento de sus actividades de investigación y docencia, se dividió en 1981, y dio origen al Centro de Estudios Demográficos y de Desarrollo Urbano (CEDDU) y al Centro de Estudios Económicos. En 2004, se aprobó institucionalizar el campo de los estudios ambientales vinculados con la población y con el desarrollo urbano, lo que dio lugar al surgimiento del Centro de Estudios Demográficos, Urbanos y Ambientales (CEDUA). Orientado a la docencia e investigación en torno a los fenómenos demográficos y los problemas urbanos, ofrece cuatro programas docentes: una maestría en demografía, un doctorado en estudios de población, una maestría en estudios urbanos y un doctorado en estudios urbanos y ambientales, además de la publicación de la revista Estudios Demográficos y Urbanos.

#### Centro de Estudios de Género (CEG)
Es uno de los primeros centros de investigación dedicados a los estudios de género en América Latina.Su primer antecedentes es el Programa Interdisciplinario de Estudios de la Mujer (PIEM) fundado en 1983. En 1998 se incorporó al Centro de Estudios Sociológicos y en 2018 se renombró como Programa Interdisciplinario de Estudios de Género (PIEG).Es el centro de investigación más joven de todos, pues el 30 de julio de 2021 se transformó en el Centro de Estudios de Género (CEG). Ofrece el programa de Maestría en Estudios de Género y edita la Revista Interdisciplinaria de Estudios de Género de El Colegio de México. Su actual directora es Ana María Tepichin Valle.

### Cátedras
- Cátedra Franco-Mexicana François Chevalier / Silvio Zavala
- Cátedra Jean Bourgeois-Pichat (cedua)
- Cátedra México-España (ceh)
- Cátedra Humboldt[44]

## Biblioteca Daniel Cosío Villegas
La Biblioteca Daniel Cosío Villegas inició sus labores en 1940 y se le dio, en 1976, el nombre de uno de los fundadores de la institución. Su acervo incluye a esta fecha más de 700 mil volúmenes, que abarcan una enorme colección de obras en múltiples idiomas, además de aproximadamente 8 mil títulos de publicaciones periódicas. Ofrece a sus usuarios servicios de acceso en línea a un gran número de bases de datos y otros recursos electrónicos. El lunes 23 de mayo de 2016 se inauguró una ampliación del edificio, con una extensión de casi 4,000 metros cuadrados. El nuevo edificio lleva el nombre de Mario Ojeda Gómez, en honor de uno de los presidentes de la institución.

## Revista Diálogos y Otros Diálogos
Dirigida por el escritor e intelectual Ramón Xirau, fue calificada por José María Espinasa como una de las revistas más relevantes de la segunda mitad del siglo XX en México.[cita requerida]

## Archivo histórico
El archivo histórico, llamado oficialmente Archivo Institucional, almacena fotografías y documentos relacionados con los orígenes y el desarrollo del Colmex.

## El Coro Colmex
El Coro Colmex es un grupo coral no profesional creado a partir de una iniciativa conjunta de María Eugenia Negrete Salas, egresada de la maestría en desarrollo urbano de la institución (desde 1983 profesora-investigadora del Centro de Estudios Demográficos, Urbanos y Ambientales), de Javier Garciadiego Dantán (presidente de la institución en 2005-2015) y del guitarrista Raúl Zambrano, su director fundador, con el objetivo de ofrecer a la comunidad cercana al Colmex un espacio de expresión artística, especialmente en la música. Fue dirigido inicialmente por el profesor de canto peruano-mexicano Aurelio Tello y por el propio Raúl Zambrano; se presentó por vez primera el jueves 17 de mayo de 2012 interpretando seis obras del Cancionero de Upsala, y en las presentaciones subsiguientes ha ofrecido obras del Cancionero de Palacio, canciones relacionadas con la guerra civil española y, también, villancicos navideños y no navideños y canciones populares de culturas diversas, en sus idiomas originales. Lo conforman alumnos, exalumnos y personal académico y administrativo de la institución. De enero de 2013 y hasta junio de 2015, la agrupación ha sido dirigida:
- por Aurelio Tello, desde su fundación, a finales de 2010, hasta 2013;
- por Zaeth Ritter Arenas (durante dos años y hasta un mes antes de su fallecimiento prematuro: 2013-2015);
- ocasionalmente y en eventos especiales, por Raúl Zambrano, quien se presentó en el concierto de aniversario de La Casa de España;
- por Eduardo Díaz Cerón, su director titular desde octubre de 2015 (dirigió, el 8 de octubre de 2015, la participación de la agrupación en el evento del 75.º aniversario de la institución, en los primeros días del periodo presidencial de Silvia Giorguli Saucedo).

El Coro Colmex interrumpió sus actividades a principios del 2020, cuando surgió la pandemia de COVID-19.[cita requerida]

## Protocolo contra acoso sexual y hostigamiento sexual
A partir de 2019, la institución inició un protocolo para atender y prevenir casos de hostigamiento, abuso sexual y violencia sexual ocurridos dentro de la institución.

## Controversias
El 11 de febrero de 2025, mediante una publicación en la red social X Diego "N", exestudiante de la licenciatura en Política y Administración Pública del Centro de Estudios Internacionales (CEI) denunció haber sido víctima de una presunta violación por parte de otro estudiante de la Institución; además acusó de que las autoridades del CEI fueron negligentes en el manejo del caso al retrasar la activación del Protocolo contra acoso sexual y hostigamiento sexual, permitiendo que el presunto agresor saliera del país de intercambio a Polonia. 
El caso atrajo rápidamente la atención de los medios de comunicación del país, haciendo que la institución emitiera el 13 de febrero un comunicado  en redes sociales en el que menciona que, desde que se dio aviso de la agresión, se siguieron todos los protocolos y se ofreció a Diego apoyo psicológico y jurídico. Diego salió en televisión nacional mencionando que es falso que se le hubiese proporcionado dichos apoyos. 
El 13 de febrero, Humberto Beck y Sergio Aguayo Quezada subieron en sus cuentas personales de la red social X una publicación en la que mencionan ser parte del personal que labora en el Centro de Estudios Internacionales, además de un comunicado del centro y parte de la correspondencia entre Diego —con su nombre testado— y la directora del CEI, sin embargo, medios de comunicación obtuvieron la correspondencia con el nombre de Diego al descubierto y, al solicitarle al CEI información sobre esta misma, mencionaron que desconocían el por qué existiera dicha versión de la correspondencia, afirmando haberla manejado siempre con el nombre testado. 
Los grupos estudiantiles Unidas Colmex, Todes Colmex y Racializades emitieron comunicados describiendo que no se estaban siguiendo las medidas y solicitudes hechos por los estudiantes acerca del Protocolo, además de pedir que se reparen los daños a la víctima, quien además sufrió revictimización al convertirse el asunto en mediático. 
El 18 de febrero, las autoridades académicas convocaron a una reunión a los estudiantes de las licenciaturas de Política y Administración Pública y Relaciones Internacionales del CEI para "resolver dudas sobre la denuncia hecha por un estudiante del CEI"; al presentarse Diego en la reunión, las autoridades del Centro amenazaron con no comenzar la asamblea si él se encontraba, además de amedrentarlo y grabarlo sin su consentimiento. 

## Alumnos y profesores sobresalientes

### Profesores eméritos
Los profesores e investigadores que han sido nombrados profesores eméritos desde 1981 son los siguientes: